# پانل‌های کامپوزیت با ماتریس گچ
پانل‌های نوین و کامپوزیت با ماتریس گچ
نگاه سنتی به مقولهٔ مسکن و کمبود آن، پاسخگوی انتظارات و نیازهای جامعه نمی‌باشد. صنعتی سازی ساختمان و مسکن به عنوان یک ضرورت که باید در تفکرات برنامه‌ریزی به وجود آید تا با اتکا به آن به شیوه‌های جدیده مبتنی بر فناوری‌های نوین است روی آورد. استفاده از پانل‌های کامپوزیت با ماتریس گچ به عنوان دیوارهای غیر باربر داخلی و نیز تولید بلوک‌های سقفی برای پوشش سقف می‌تواند آثار قابل ملاحظه‌ای در سیستم مدیریت و مصرف انرژی و همچنین اقتصاد در صنعت ساختمان‌سازی داشته باشد. در اینجا به بررسی تأثیرات این پانل‌ها و تأثیر بر فاکتورهای مدیریتی آن‌ها برای ساختمان‌سازی می‌پردازیم.

## مقدمه
افزایش روزافزون نیاز مسکن در کشور منجر به نا توانی روش‌های متداول و سنتی در صنعت ساخت و ساز در تأمین مسکن مناسب و با کیفیت به تعداد مورد نیاز گشته است. از طرفی ادم توازن در عرضه و تقاضای مسکن با افزایش قیمت آن‌ها همراه بوده‌است. بنا براین صنعتی سازی ساخت و ساز به عنوان راهکاری در پاسخگویی به نیاز مسکن کشور از نظر کمی و کیفی راهکارهای مناسب به نظر می‌رسد. در روند صنعتی شدن ساخت وساز نیاز به باز نگری و اصلاح مصالح از دیدگاه سازگاری با محیط زیست، مدیریت انرژی و همچنین پاسخگویی به حساسیت طراحان نسبت به سبک سازی اجزای ساختمان احساس می‌گردد.

## مصالح متداول دیوارهای غیر باربر در ساختمان‌های متعارف
مطابق با استاندارد ۲۳۰۲ از مجموعه استانداردهای ملی ایران، دیوارهای تیغه‌ای عبارتند از دیوارهایی که دارای ضخامت و وزن کمی بوده و باری را تحمل نمی‌کنند. مصالح گونا گونی جهت ساخت این دیوارها از جمله اجر، سفال، بتن سبک، گچ یا حتی مصالح کامپوزیت استفاده می‌شود. روش‌های اجرا نیاز متناسب با مصالح مصرفی بوده‌است. 

### مصالح مورد استفاده
مصالح مورد استفاده در این سیستم‌ها می‌بایست سبک کم هزینه دارای خواص مقاومتی متناسب با نیازمندی‌های دیوارهای غیر باربر دارای انرژی فرایند تولید پایین و در عین حال سازگار با محیط زیست از دیدگاه مبحث ۳آر باشد. با توجه به منابع طبیعی ایران و نیز خصوصیات فوق گچ انتخاب مناسبی برای استفاده در پانل‌های مورد نظر می‌باشد.

### گچ ماتریس تشکیل دهنده پانل
ویژگی‌های گچ که منجر به انتخاب ان به عنوان مصالح اصلی تشکیل دهنده پانل‌ها شده‌است به شرح زیر می‌باشد:
- از نظر معادن گچ ایران غنی بوده و تقریباً در تمام نقاط کشور یافت می‌شود. از طرفی در سال ۲۰۰۵ ایران پس از آمریکا و در سال۲۰۰۹ پس از چین رطبه دوم تولید گچ در جهان را به خود اختصاص داده است.
- انرژی فرایند تولید گچ در میان سایر مصالح متداول این صنعت کمترین مقدار را به خود اختصاص داده است.
- گچ هیدراته در مقایسه با سیمان هیدراته یا رس پخته تنها مصالحی است که قابلیت بازیافت و بازگشت به چرخهٔ طبیعی را دارد. لذا این ماده را از دیدگاه مبحث انرژی و محیط زیست در برابر سیمان اجر سفال و فولاد غیرقابل رقابت می‌سازد.
- زود گیر بودن گچ منجر به کاهش زمان مورد نیاز تولید پانل می‌گردد. بدین صورت در کمتر ۲۰ دقیقه امکان خارج کردن پانل از قالب وجود داشته و قالب برای تولید دوباره اماده خواهد بود.
- خاصیت خمیری با روانی بالا قالب گیری پانل‌ها را سهولت می‌بخشد.
- پانل‌های تولید شده از گچ سطحی کاملاً صاف و صیقلی سفید رنگ و اماده برای رنگ امیزی را داراست.
- گچ در فرایند هیدراتاسیون در حد ۱٪ در صد منبسط می‌شود لذا مشکلات انقباض خشک شدگی در ان مطرح نمی‌باشد.[۴]

## ضرورت استفاده از بلوک‌های سقفی گچی
استفاده از تیرچه و بلوک به عنوان یکی از روش‌های مقبول و مرسوم در بین مهندسان و پیمان کاران ایرانی در امده است و از ان در ساخت سقف‌های پروژه‌های ساختمانی خود بهره می‌برند. 

## مزایا و معایب بلوک‌های موجود در بازار
به‌طور کلی بلوک‌های موجود در بازار را می اوان به سه گروه سفالی، سیمانی و فومی (پلی استایرن) طبقه‌بندی نمود. در چند سال اخیر استفاده از بلوک‌های سقفی پلی استایرن مورد توجه سازندگان ساختمان قرار گرفته‌است. این بلوک‌ها از یک طرف در مقابل زلزله ایمن بوده و اسوی دیگر به دلیل وزن بسیار کمشان، مصرف مصالح را در اسکلت و پی ساختمان کاهش می‌دهند. حتی کارشناسان مدعی شده‌اند که استفاده از بلوک‌های پلی استایرن، قیمت تمام شده یک ساختمان را نیز پایین‌تر می اورد. بلوک‌های فومی همواره مورد تجویز قرار نمی‌گیرند. زیرا ماده اولیهٔ آن‌ها از پلی استایرن تشکیل شده‌است که با حرارت رابطهٔ خوشایندی ندارند. این ماده در مجاورت با اتش شعله‌ور یا جمع می‌شود. هر چند استفاده از مادهٔ شعله‌ور ان در صنعت ساختمان ممنوع شده‌است اما عدم تعیین استاندارد اجباری برای این محصول باعث شده که مراجع ذی‌صلاح نظارت خاصی بر روی تولید کنندگان نداشته باشند. همان طور که گفته شد بلوک‌های پلی استایرن از هر نظر از بلوک‌های سفالی برترند اما در مقابل اتش و حرارت مصون نیستند بنا بر این توجه به سایر بلوک‌ها اجتناب ناپذیر است.

## توجیه اقتصادی بلوک‌های گچی
قیمت تمام شده سقف، هنگامی که از بلوک‌های پلی استایرن استفاده می‌شود، در حدود ۳ برابر بلوک‌های گچی است. از طرف دیگر وزن بلوک‌های پلی استایرن را باید با جمع سقف کاذب محاسبه کرد که در این حالت بلوک گچی زد آب تنها در حدود ۴ کیلوگرم سنگین تر از بلوک پلی استایرن می‌شود که وزنی ناچیز است. از طرف دیگر مشکل شعله‌ور شدن بلوک‌های پلی استایرن نیز حل شده‌است. بدین ترتیب می‌توان مدعی شد، بلوک‌های گچی زد اب از هر نظر از بلوک‌های پلی استایرن مناسب تر می‌باشد و در ساختمان‌هایی در حال احداثی که سازه بر مبنای بلوک پلی استایرن طراحی شده‌اند، می‌توان بلوک‌های گچی را جایگزین نمود.

## پانل‌های گچی
پانل‌های (بلوک) گچی، فراورده‌های ساختمانی است که از گچ ساختمانی صنعتی (سولفات کلسیم نیمه هیدرات) و اب تولید می‌شود. این بلوک‌ها به صورت مکعب مستطیل و دارای کام و زبانه روی حداقل دو لبهٔ مختلف ان است. سابقه تولید و استفاده از قطعات پیش ساخته گچی در ایران به سال ۱۳۵۱ مربوط می‌شود و در ۲ نوع به بازار عرضه شد. 
۱- بلوک گچی توپر: این نوع بلوک بدون سوراخ یا حفره تولید می‌شود. ۲- بلوک گچی سوراخ دار: این نوع بلوک به دلیل کاهش وزن به صورت سوراخ دار ساخته می‌شود

## مصرف انرژی
استفاده از پنل‌های پیش ساخته پلیمری با ماتریس گچ از دیدگاه مبحث انرژی حائز اهمیت است. در بخش اول کاهش هزینه‌های انرژی در فرایند تولید پانل است و در بخش دوم کاهش هزینه‌های انرژی در دورهٔ بهره ورداری ساختمان. در بخش اول با توجه به نسبت انرژی مورد نیاز در تولید گچ و نیز کاهش میزان مصرف مصالح از نظر وزنی جایگزین دیوارهای اجری یا بلوک سفالی با پنل‌های پیش ساخته پلیمری با ماتریس گچ انرژی مورد نیاز تولید را ۷۵ تا ۹۰ در صد کاهش می‌دهد. در بخش انرژی مصرفی در دورهٔ بهره‌برداری با توجه به افزایش ۶٫۷۵ برابری مقاومت حرارتی جداره‌های پیرامونی با استفاده از جداره‌های دو جدارهٔ پنل‌های پیش ساخته در مقایسه با جداره‌های متداول بلوک سفالی یا آجری ۲۰ تا ۳۰ سانتیمتری اتلاف انرژی از مسیر جداره‌های ساختمان به میزان ۸۵ در صد کاهش پیدا می‌کند.